# Pilblad
Pilblad (Sagittaria) er en planteslægt med ca. 20 arter, der er vidt udbredt på både den nordlige og den sydlige halvkugle. Det er flerårige, urteagtige planter, der trives i plantesamfund på våd bund eller i vand. Nogle af arterne danner rodknolde. Bladene er 25-30 cm lange og linjeformede til ovale. Hos visse arter som f.eks. Almindelig Pilblad er de dog formet som pilespidser. Undervandsbladene hos de fleste arter er båndformede, og de danner udløbere, så de kan blive til undervandstæpper. De fleste af arterne har blomsterne samlet i forgrenede stande, som sidder oven over bladene. Blomsterne er 3-tallige, regelmæssige og har oftest hvide kronblade med en rødlig prik i midten.
Her beskrives kun de arter, som kan ses jævnligt i Danmark.
| Beskrevne arter |

- Almindelig Pilblad (Sagittaria sagittifolia)
- Bredbladet Pilblad (Sagittaria latifolia)

| Andre arter |

| - Sagittaria australis - Sagittaria brevirostra - Sagittaria cuneata - Sagittaria demersa - Sagittaria engelmanniana - Sagittaria fasciculata - Sagittaria filiformis - Sagittaria graminea - Sagittaria guayanensis - Sagittaria isoetiformis - Sagittaria kurziana - Sagittaria lancifolia | - Sagittaria longiloba - Sagittaria macrophylla - Sagittaria montevidensis - Sagittaria papillosa - Sagittaria platyphylla - Sagittaria pygmaea - Sagittaria sanfordii - Sagittaria secundifolia - Sagittaria subulata - Sagittaria teres |